# 雪龙2号
雪龙2号（英語：MV Xue Long 2）是一艘由芬兰阿克北极基础设计、中国船舶集团第七〇八研究所详细设计、中国船舶集团江南造船建造的中国第一艘自主建造的极地破冰船。

## 历程
2019年10月9日，雪龙2号从位于上海的中国极地考察国内基地离港前往深圳，15日从深圳前往南极海冰区。
2021年5月7日，历时179天、总行程3.6万余海里，中国极地科学考察破冰船“雪龙2”号返回上海国内基地码头，标志着中国第37次南极考察圆满完成。
2021年7月12日，由中华人民共和国自然资源部组织的中国第12次北极科学考察队搭乘“雪龙2号”船从上海出发，前往北极执行科学考察任务。2022年11月23日上午9时，雪龙2号開啟中国第38次南极考察。2023年4月6日回到上海。
2023年7月，中国第13次北冰洋科学考察队搭乘雪龙2号前往北极。
2023年11月12日，雪龙2号正在执行中国第40次南极考察任务期间，在巴布亚新几内亚附近海域附近，接获相应国家的渔船求救，由于渔船获得补给后仍无法自行脱险，雪龙2号原地陪护等待该国救援船只到达；由于当地救援船只仍无法抵达，雪龙2号将渔船整艘吊回船上，将渔船运送指定海域后，交接给当地接应船只。12月6日深夜，雪龙2号抵达罗斯海新考察站附近海域。
2024年4月8日，雪龙2号首次訪問香港，並停泊於尖沙咀海運大廈。